# Gare d'Anor
La gare d'Anor est une gare ferroviaire française de la ligne de Fives à Hirson, située sur le territoire de la commune d'Anor dans le département du Nord, en région Hauts-de-France.
Bien qu'elle soit une gare de la Compagnie des chemins de fer du Nord, c'est la Compagnie du chemin de fer de Chimay (société belge) qui la met en service en 1868. C'est une halte voyageurs de la Société nationale des chemins de fer français (SNCF) desservie par des trains TER Hauts-de-France.

## Situation ferroviaire
Établie à 239 mètres d'altitude, la gare d'Anor est située au point kilométrique (PK) 114,386 de la ligne de Fives à Hirson, entre les gares de Fourmies et d'Hirson-Écoles. Gare de bifurcation, elle est l'aboutissement de la ligne de La Plaine à Hirson et Anor (frontière) et était la gare frontière aboutissement de la Ligne de Hermeton sur Meuse à Anor (France) via Mariembourg et Chimay (fermée). La gare comporte trois quais (deux latéraux, un central) mesurant tous 198 m. 

## Histoire
La gare d'Anor est une station du tracé de la ligne de Soissons à la frontière de Belgique concédée à la Compagnie des chemins de fer du Nord le 22 septembre 1861. La station ne dispose que d'une installation provisoire et la ligne une seule des deux voies prévues lors de la mise en service par la Compagnie du chemin de fer de Chimay lorsqu'elle ouvre à l'exploitation, le 28 mai 1868 la section belge rejoignant la frontière et Anor. Au premier juillet 1869, les bâtiments définitifs de la station sont en cours d'édification et, mise à part la ligne belge, les lignes de Soissons à la frontière de Belgique et d'Aulnoye à Anor sont toujours en travaux.

## Service des voyageurs

### Accueil
Halte SNCF, c'est un point d'arrêt non géré (PANG) à accès libre. Néanmoins l'ancien bâtiment voyageurs est ouvert tous les jours.

### Desserte
Anor est desservie par des trains TER Hauts-de-France qui effectuent des missions entre les gares : de Lille-Flandres et d'Hirson, ou Charleville-Mézières.

### Intermodalité
Un parking pour les véhicules y est aménagé.

## Service des marchandises
La gare est ouverte au service fret (code gare: 295055). Elle possède une cour de marchandises, 4 installations terminales embranchées, ainsi que des voies de service la rendant ouverte également au service infrastructure de la SNCF. L'activité fret est donc assez importante.